# Felicity Huffman
Felicity Kendall Huffman (født 9. december 1962 i Bedford, Westchester County, New York i USA) er en amerikansk skuespillerinde. Hun er mest kendt som Lynette Scavo i Desperate Housewives. Felicity vandt en Emmy Award for rollen som Lynette Scavo.
Hun vandt en Golden Globe (for Bedste Kvindelige Skuespiller), og var nomineret til en Academy Award (Oscar) for rollen som den transseksuelle Bree Osbourne i Transamerica. Hun er gift med William H. Macy, sammen har de to børn. I anden sæson af Desperate Housewives, tjente hun henved $250.000 pr. episode.

## Filmografi
- 2008: Phoebe in Wonderland
- 2008: The Politician's Wife (præ-produktion)
- 2007: Georgia Rule – Lilly
- 2005: Transamerica – Sabrina 'Bree' Osbourne
- 2004: Christmas with the Kranks – Merry
- 2004: Raising Helen – Lindsay Davis
- 2003: House Hunting – Sheila
- 1999: Magnolia – Cynthia
- 1997: The Spanish Prisoner – Pat McCune
- 1995: Hackers as Prosecuting Attorney
- 1993: X-Files – Ice – Dr. Nancy Da Silva
- 1991: Golden Years as Terry Spann
- 1990: Reversal of Fortune – Minnie
- 1988: Things Change – Prijzenmeisje